# Campeonato Cearense de Futebol de 2004
O Campeonato Cearense de Futebol de 2004, 90ª edição do campeonato, foi disputado por 10 times em dois turnos, cada um com duas fases. Na primeira fase do primeiro turno, todos os clubes se enfrentaram apenas em jogos de "ida" e os quatro com melhor índice técnico passaram para a fase seguinte de playoffs, de onde sairia o campeão do turno. A fórmula do segundo turno era igual, com exceção de que os times se enfrentavam em jogos de "volta". Os campeões do primeiro e do segundo turnos (Fortaleza e Ceará, respectivamente) disputariam o título de campeão cearense na grande final, que não aconteceu.
A edição de 2004 foi marcada por várias confusões. O primeiro Clássico-Rei do campeonato foi adiado de um domingo à tarde para uma segunda-feira à noite, por decisão do presidente da FCF, Fares Lopes, devido às chuvas que assolavam a capital cearense. Uma outra confusão foi em relação às disputas da final do campeonato. Liminar seguida por liminar, os clubes iam adiando a decisão do título. Apenas em abril de 2005, ou seja, um ano depois do fim do campeonato, o Fortaleza sagrou-se campeão por uma decisão do STJD. O vice-campeão foi o Ceará. Os representantes cearenses do Campeonato Brasileiro Série C de 2004 já tinham sido Limoeiro e Ferroviário. Os rebaixados para a segunda divisão do campeonato cearense foram Boa Viagem e Maranguape.

## Equipes participantes
- Boa Viagem Esporte Clube (Boa Viagem)
- Ceará Sporting Club (Fortaleza)
- Ferroviário Atlético Clube (Fortaleza)
- Fortaleza Esporte Clube (Fortaleza)
- Assoc. Desportiva Recreativa Cultural Icasa (Juazeiro do Norte)
- Itapipoca Esporte Clube (Itapipoca)
- Assoc. Desportiva Limoeiro Futebol Clube (Limoeiro do Norte)
- Maranguape Futebol Clube (Maranguape)
- Quixadá Futebol Clube (Quixadá)
- Uniclinic Atlético Clube (Fortaleza)

## Primeira turno

### Classificação
| Tabela de classificação | Tabela de classificação | Tabela de classificação | Tabela de classificação | Tabela de classificação | Tabela de classificação | Tabela de classificação | Tabela de classificação | Tabela de classificação | Tabela de classificação |
| Time | Time                    | Pts                     | J                       | V                       | E                       | D                       | GP                      | GC                      | SG                      |
| --- | ----------------------- | ----------------------- | ----------------------- | ----------------------- | ----------------------- | ----------------------- | ----------------------- | ----------------------- | ----------------------- |
| 1 | Fortaleza               | 19                      | 9                       | 6                       | 1                       | 2                       | 21                      | 10                      | +11                     |
| 2 | Uniclinic               | 16                      | 9                       | 5                       | 1                       | 3                       | 15                      | 9                       | +6                      |
| 3 | Ceará                   | 15                      | 9                       | 4                       | 3                       | 2                       | 17                      | 10                      | +7                      |
| 4 | Itapipoca               | 15                      | 9                       | 4                       | 3                       | 2                       | 15                      | 10                      | +5                      |
| 5 | Icasa                   | 14                      | 9                       | 4                       | 2                       | 3                       | 14                      | 14                      | 0                       |
| 6 | Ferroviário             | 10                      | 9                       | 2                       | 4                       | 3                       | 17                      | 17                      | 0                       |
| 7 | Quixadá                 | 10                      | 9                       | 2                       | 4                       | 3                       | 13                      | 19                      | -6                      |
| 8 | Boa Viagem              | 9                       | 9                       | 2                       | 3                       | 4                       | 10                      | 18                      | -8                      |
| 9 | Maranguape              | 7                       | 9                       | 1                       | 4                       | 4                       | 15                      | 18                      | -3                      |
| 10 | Limoeiro                | 6                       | 9                       | 1                       | 3                       | 5                       | 10                      | 22                      | -12                     |
| Pts – pontos; J – jogos disputados; V - vitórias; E - empates; D - derrotas; GP – gols pró; GC – gols contra; SG – saldo de gols |                         |                         |                         |                         |                         |                         |                         |                         |                         |

|  |                                      |
|  | Times promovidos para a próxima fase |

### Fase final
Em itálico, os times que possuem o mando de campo no primeiro jogo do confronto e em negrito os times classificados.
|  | Semifinais 18 à 21 de fevereiro | Semifinais 18 à 21 de fevereiro | Semifinais 18 à 21 de fevereiro | Semifinais 18 à 21 de fevereiro |   |           | Final 26 de fevereiro e 1 de março | Final 26 de fevereiro e 1 de março | Final 26 de fevereiro e 1 de março | Final 26 de fevereiro e 1 de março |
|  |                                 |                                 |                                 |                                 |   |           |                                    |                                    |                                    |                                    |
|  | Fortaleza                       | 0                               | 1                               | 1                               |   |           |                                    |                                    |                                    |                                    |
|  | Itapipoca                       | 0                               | 0                               | 0                               |   |           |                                    |                                    |                                    |                                    |
|  | Itapipoca                       | 0                               | 0                               | 0                               |   | Fortaleza | 0                                  | 4                                  | 4                                  |                                    |
|  |                                 |                                 |                                 |                                 |   | Fortaleza | 0                                  | 4                                  | 4                                  |                                    |
|  |                                 | Ceará                           | 0                               | 2                               | 2 |           |                                    |                                    |                                    |                                    |
|  | Atlético Cearense               | Ceará                           | 0                               | 2                               | 2 | 1         | 1                                  | 2                                  |                                    |                                    |
|  | Atlético Cearense               |                                 |                                 |                                 |   | 1         | 1                                  | 2                                  |                                    |                                    |
|  | Ceará                           | 1                               | 3                               | 4                               |   |           |                                    |                                    |                                    |                                    |

### Premiação
| Primeiro turno do Campeonato Cearense de Futebol de 2004    |
| Fortaleza                                                   |
| ----------------------------------------------------------- |
| Fortaleza Campeão (classificado para a final do campeonato) |

## Segundo turno

### Primeira fase
| Tabela de classificação | Tabela de classificação | Tabela de classificação | Tabela de classificação | Tabela de classificação | Tabela de classificação | Tabela de classificação | Tabela de classificação | Tabela de classificação | Tabela de classificação |
| Time | Time                    | Pts                     | J                       | V                       | E                       | D                       | GP                      | GC                      | SG                      |
| --- | ----------------------- | ----------------------- | ----------------------- | ----------------------- | ----------------------- | ----------------------- | ----------------------- | ----------------------- | ----------------------- |
| 1 | Limoeiro                | 21                      | 9                       | 6                       | 3                       | 0                       | 19                      | 9                       | +10                     |
| 2 | Fortaleza               | 18                      | 9                       | 5                       | 3                       | 1                       | 18                      | 12                      | +6                      |
| 3 | Quixadá                 | 15                      | 9                       | 4                       | 3                       | 2                       | 17                      | 14                      | +3                      |
| 4 | Ceará                   | 14                      | 9                       | 3                       | 5                       | 1                       | 9                       | 8                       | +1                      |
| 5 | Ferroviário             | 11                      | 9                       | 3                       | 2                       | 4                       | 19                      | 18                      | +1                      |
| 6 | Boa Viagem              | 10                      | 9                       | 2                       | 4                       | 3                       | 13                      | 13                      | 0                       |
| 7 | Itapipoca               | 10                      | 9                       | 2                       | 4                       | 3                       | 11                      | 12                      | -1                      |
| 8 | Uniclinic               | 9                       | 9                       | 3                       | 0                       | 6                       | 11                      | 19                      | -8                      |
| 9 | Icasa                   | 9                       | 9                       | 2                       | 3                       | 4                       | 12                      | 14                      | -2                      |
| 10 | Maranguape              | 6                       | 9                       | 2                       | 0                       | 7                       | 10                      | 20                      | -10                     |
| Pts – pontos; J – jogos disputados; V - vitórias; E - empates; D - derrotas; GP – gols pró; GC – gols contra; SG – saldo de gols |                         |                         |                         |                         |                         |                         |                         |                         |                         |

|  |                                      |
|  | Times promovidos para a próxima fase |

### Fase final
Em itálico, os times que possuem o mando de campo no primeiro jogo do confronto e em negrito os times classificados.
|  | Semifinais 6 e 8 de abril | Semifinais 6 e 8 de abril | Semifinais 6 e 8 de abril | Semifinais 6 e 8 de abril |   |       | Final 11 e 17 de abril | Final 11 e 17 de abril | Final 11 e 17 de abril | Final 11 e 17 de abril |
|  |                           |                           |                           |                           |   |       |                        |                        |                        |                        |
|  | AD Limoeiro               | 2                         | 0                         | 2                         |   |       |                        |                        |                        |                        |
|  | Ceará                     | 3                         | 2                         | 5                         |   |       |                        |                        |                        |                        |
|  | Ceará                     | 3                         | 2                         | 5                         |   | Ceará | 1                      | 1                      | 2                      |                        |
|  |                           |                           |                           |                           |   | Ceará | 1                      | 1                      | 2                      |                        |
|  |                           | Fortaleza                 | 1                         | 0                         | 1 |       |                        |                        |                        |                        |
|  | Fortaleza                 | Fortaleza                 | 1                         | 0                         | 1 | 1     | 1                      | 2                      |                        |                        |
|  | Fortaleza                 |                           |                           |                           |   | 1     | 1                      | 2                      |                        |                        |
|  | Quixadá                   | 0                         | 1                         | 1                         |   |       |                        |                        |                        |                        |

### Premiação
| Segundo turno do Campeonato Cearense de Futebol de 2004 |
| Fortaleza                                               |
| ------------------------------------------------------- |
| Ceará Campeão (classificado para a final do campeonato) |

## Decisão do título
No regulamento do campeonato cearense de 2004 constava que o certame deveria acabar até o dia 18 de abril de 2004 (domingo). Contudo, houve um atraso e a final do segundo turno foi disputada apenas no dia 17 de abril, ou seja, um dia antes da data prevista para o fim do campeonato. Se o Fortaleza - campeão do primeiro turno - também vencesse o segundo turno, seria campeão arrastão, sem a necessidade de uma final, assim como ocorreu no Cearense de 2003.
Com a conquista do segundo turno pelo Ceará, tornou-se necessária a disputa das partidas finais, as quais foram inicialmente marcadas para os dias 19 de abril (segunda-feira) e 21 de abril (quarta-feira). Porém, alguns dias antes da primeira partida da final, o Fortaleza protestou contra as datas marcadas e recusou-se a ir a campo, alegando cansaço de seus jogadores e valendo-se do regulamento do campeonato que determinava um intervalo mínimo de 48 horas entre duas partidas.
Como não houve final, ambos os times reivindicaram o título para si. Depois de muito tempo, o STJD determinou uma nova data para a final, mas dessa vez foi o Ceará que não foi a campo. Finalmente, no dia 28 de abril de 2005, por 8 votos a 1, o STJD deu o título de Campeão Cearense de 2004 para o Fortaleza.

## Premiação
| Campeonato Cearense de 2004      |
| Fortaleza                        |
| -------------------------------- |
| Fortaleza Bicampeão (34º título) |

## Classificação geral
| Tabela de classificação | Tabela de classificação | Tabela de classificação | Tabela de classificação | Tabela de classificação | Tabela de classificação | Tabela de classificação | Tabela de classificação | Tabela de classificação | Tabela de classificação |
| Pos.                    | Time                    | Pts                     | J                       | V                       | E                       | D                       | GP                      | GS                      | SG                      |
| ----------------------- | ----------------------- | ----------------------- | ----------------------- | ----------------------- | ----------------------- | ----------------------- | ----------------------- | ----------------------- | ----------------------- |
| 1                       | Fortaleza               | 50                      | 26                      | 14                      | 8                       | 4                       | 47                      | 27                      | +20                     |
| 2                       | Ceará                   | 43                      | 26                      | 11                      | 10                      | 5                       | 39                      | 27                      | +12                     |
| 3                       | AD Limoeiro             | 27                      | 20                      | 7                       | 6                       | 7                       | 31                      | 36                      | -5                      |
| 4                       | Atlético Cearense       | 26                      | 20                      | 8                       | 2                       | 10                      | 28                      | 32                      | -4                      |
| 5                       | Itapipoca               | 26                      | 20                      | 6                       | 8                       | 6                       | 26                      | 23                      | +3                      |
| 6                       | Quixadá                 | 26                      | 20                      | 6                       | 8                       | 6                       | 31                      | 35                      | -4                      |
| 7                       | Icasa                   | 23                      | 18                      | 6                       | 5                       | 7                       | 26                      | 28                      | -2                      |
| 8                       | Ferroviário             | 21                      | 18                      | 5                       | 6                       | 7                       | 36                      | 35                      | +1                      |
| 9                       | Boa Viagem              | 19                      | 18                      | 4                       | 7                       | 7                       | 23                      | 31                      | -8                      |
| 10                      | Maranguape              | 13                      | 18                      | 3                       | 4                       | 11                      | 25                      | 38                      | -13                     |